# Villars (Vaucluse)
Villars is een gemeente in het Franse departement Vaucluse (regio Provence-Alpes-Côte d'Azur) en telt 697 inwoners (2004). De plaats maakt deel uit van het arrondissement Apt.

## Geografie
De oppervlakte van Villars bedraagt 29,8 km², de bevolkingsdichtheid is 23,4 inwoners per km².
De onderstaande kaart toont de ligging van Villars (Vaucluse) met de belangrijkste infrastructuur en aangrenzende gemeenten.

## Demografie
Onderstaande figuur toont het verloop van het inwonertal (bron: INSEE-tellingen).

## Geboren in Villars
- Paul Guigou (1834-1871), kunstschilder